# 臺中市議會第三屆議員列表
臺中市議會第三屆議員列表名列臺中市於2018年11月24日地方公職人員選舉當選的臺中市議員名單，任期為2018年12月25日至2022年12月24日。

## 政黨席次
目前席次中國國民黨共32席、民主進步黨26席、親民黨1席、無黨籍6席，共計65席。
| 政黨                    | 共65席 | 共65席 | 共65席 |  |
| ----------------------- | ------ | ------ | ------ |  |
| 政黨                    | 席次   | 得票數 | 得票率 |  |
| 中國國民黨              | 32     | 661717 | 45.76% |  |
| 民主進步黨              | 25     | 477864 | 33.05% |  |
| 親民黨                  | 1      | 18044  | 1.25%  |  |
| 無黨籍 及未經政黨推薦者 | 7      | 246125 | 17.02% |  |

## 議員列表
以下名單皆來自中華民國中央選舉委員會的公告

### 第一選區（大甲區、大安區、外埔區）
- 中國國民黨：李榮鴻
- 民主進步黨：吳敏濟、施志昌

### 第二選區（清水區、梧棲區、沙鹿區）
- 中國國民黨：顏莉敏、張清照
- 民主進步黨：楊典忠、王立任
- 無黨籍：陳廷秀

### 第三選區（龍井區、大肚區、烏日區）
- 中國國民黨：林孟令、吳瓊華、林汝洲
- 民主進步黨：張家銨、陳世凱

### 第四選區（后里區、豐原區）
- 中國國民黨：張瀞分、陳本添
- 民主進步黨：謝志忠
- 無黨籍：陳清龍、王朝坤

### 第五選區（神岡區、大雅區、潭子區）
- 中國國民黨：賴朝國、吳顯森、羅永珍
- 民主進步黨：蕭隆澤、周永鴻
- 無黨籍：徐瑄灃

### 第六選區（西屯區）
- 中國國民黨：黃馨慧、楊正中、張廖乃綸
- 民主進步黨：陳淑華、林祈烽

### 第七選區（南屯區）
- 中國國民黨：劉士洲、朱暖英
- 民主進步黨：張耀中、何文海

### 第八選區（北屯區）
- 中國國民黨：沈佑蓮、陳成添、賴順仁、黃健豪
- 民主進步黨：曾朝榮、謝明源

### 第九選區（北區）
- 中國國民黨：陳文政、陳政顯
- 民主進步黨：賴佳微

### 第十選區（中區、西區）
- 中國國民黨：張彥彤
- 民主進步黨：江肇國、黃守達

### 第十一選區（東區、南區）
- 中國國民黨：羅廷瑋、李中
- 民主進步黨：鄭功進、邱素貞、何敏誠

### 第十二選區（太平區）
- 中國國民黨：賴義鍠、李麗華
- 民主進步黨：張玉嬿、蔡耀頡

### 第十三選區（大里區、霧峰區）
- 中國國民黨：蘇柏興、林碧秀
- 民主進步黨：林德宇、李天生
- 親民黨：段緯宇
- 無黨籍：張滄沂

### 第十四選區（東勢區、石岡區、新社區、和平區）
- 中國國民黨：冉齡軒
- 民主進步黨：蔡成圭

### 第十五選區（平地原住民選區）
- 中國國民黨：黃仁

### 第十六選區（山地原住民選區）
- 中國國民黨：林榮進

### 第十七選區（山地原住民選區）
- 無黨籍：朱元宏

## 外部連結
- 中華民國中央選舉委員會選舉資料庫 （页面存档备份，存于）
- 台中市議會 （页面存档备份，存于）